# Conjure and Command
Conjure and Command es un cuarto álbum de estudio publicado por la banda americana de thrash metal Toxic Holocaust, publicado el 19 de julio de 2011. Esta es la primera versión con una banda completa en estudio en lugar de que Joel Grind fundador de la banda realizara como siempre todos sus proyectos con instrumentos y voces el mismo.

## Listado de temas
Todas las canciones escritas por Joel Grind. 

| N.º | Título                         | Duración |  |
| 1.  | «Judgment Awaits You»          | 1:55     |  |
| 2.  | «Agony of the Damned»          | 3:59     |  |
| 3.  | «Bitch»                        | 2:49     |  |
| 4.  | «Red Winter»                   | 3:32     |  |
| 5.  | «Nowhere to Run»               | 3:46     |  |
| 6.  | «I Am Disease»                 | 4:24     |  |
| 7.  | «In the Depths (Of Your Mind)» | 2:43     |  |
| 8.  | «The Liars Are Burning»        | 2:54     |  |
| 9.  | «Revelations»                  | 2:50     |  |
| 10. | «Sound the Charge»             | 3:17     |  |

## Integrantes
Toxic Holocaust
- Joel Grind - Voz, Guitarra
- Phil Zeller - Bajo, Voz
- Nick Bellmore - Batería

Músico Adicional
- Tim Smith - Voz de Apoyo

Producción
- Daniel "Sawblade" Shaw - Creador de la Cubierta
- Joel Grind -  Diseñador
- Dave Schiff - Diseñador
- Dan Randall - Masterización